# Толстоклювый медоуказчик
Толстоклювый медоуказчик (лат. Indicator conirostris) — вид птиц из семейства медоуказчиковых. Иногда его считают подвидом Indicator minor.

## Распространение
Обитают в Западной, Центральной и Восточной Африке.

## Описание
Длина тела 14—15 см. У птиц тяжёлый чёрный клюв. Верхние части тела жёлто-зелёные с чёрными полосами. Нижние части тела тёмно-серые. Внешние перья на хвосте преимущественно белые. Молодые особи подобны взрослым, но темнее и более зелёные.

### Вокализация
Издаваемые этими птицами звуки включают повторяющееся «фрип».

## Биология
Гнездовые паразиты. Откладывают яйца в гнёзда представителей Gymnobucco bonapartei, а возможно, и других видов из рода Gymnobucco.